# Planebruch
Planebruch è un comune di 1 053 abitanti del Brandeburgo, in Germania.

Appartiene al circondario (Landkreis) di Potsdam-Mittelmark (targa PM) ed è parte della comunità amministrativa (Amt) di Brück.

## Geografia antropica

### Suddivisioni amministrative
Il territorio comunale comprende 3 centri abitati (Ortsteil):
- Cammer
- Damelang-Freienthal, con le località:
  - Damelang
  - Freienthal
- Oberjünne